# Moglio
Moglio (Möiu, Meuiu, Meuio, Mèiu, o Môiu in alassino,  o Mòggio, in passato chiamata anche Molium; Molio e Moglia) è una frazione di circa 1 000 abitanti del comune di Alassio, in provincia di Savona.

## Geografia fisica
Situato sulle pendici della collina alle spalle di Alassio, Moglio è un antico borgo rurale oggi integrato come frazione di Alassio, noto soprattutto per i suoi uliveti circostanti.
L'accesso principale a Moglio da Alassio avviene principalmente attraverso la strada provinciale che, partendo dal sottopassaggio della stazione ferroviaria, si snoda in una serie di curve per circa tre chilometri fino a raggiungere la curva sotto la Chiesa Parrocchiale e la parte bassa di Moglio. Da lì, la strada attraversa il nucleo urbano fino a Cima Moglio, proseguendo poi verso il bivio per Vegliasco e Testico.
Un'altra via d'accesso è rappresentata dalla vecchia mulattiera, che parte dalle vicinanze del cimitero di Alassio e si inerpica ripida tra uliveti e macchie di carrubo, passando accanto a ville e giardini (una delle quali sorge sui resti di un antico mulino a vento).
Il primo impatto con Moglio avviene solitamente attraverso la Chiesa Parrocchiale, situata su uno sperone roccioso e visibile fin dal mattino, che si estende verso il paese sottostante.
Il territorio collinare di Moglio, caratterizzato da ripide e scoscese pendenze, ha subito nel corso della storia alterazioni nell'aspetto orografico dovute sia all'azione naturale del boschetto di querce nella valletta di Loreto sia all'intervento umano. Il notevole sistema di terrazzamenti è stato realizzato tramite l'impilamento di pietra su pietra per creare terrazze utilizzate per scopi agricoli. Questa pratica, attribuita alla civiltà "benedettina", ha avuto un ruolo fondamentale nel bonificare le zone paludose, convertire le foreste in terre coltivabili e promuovere la coltivazione del castagno e dell'olivo.

## Storia

### Il borgo originale "Lamiun"

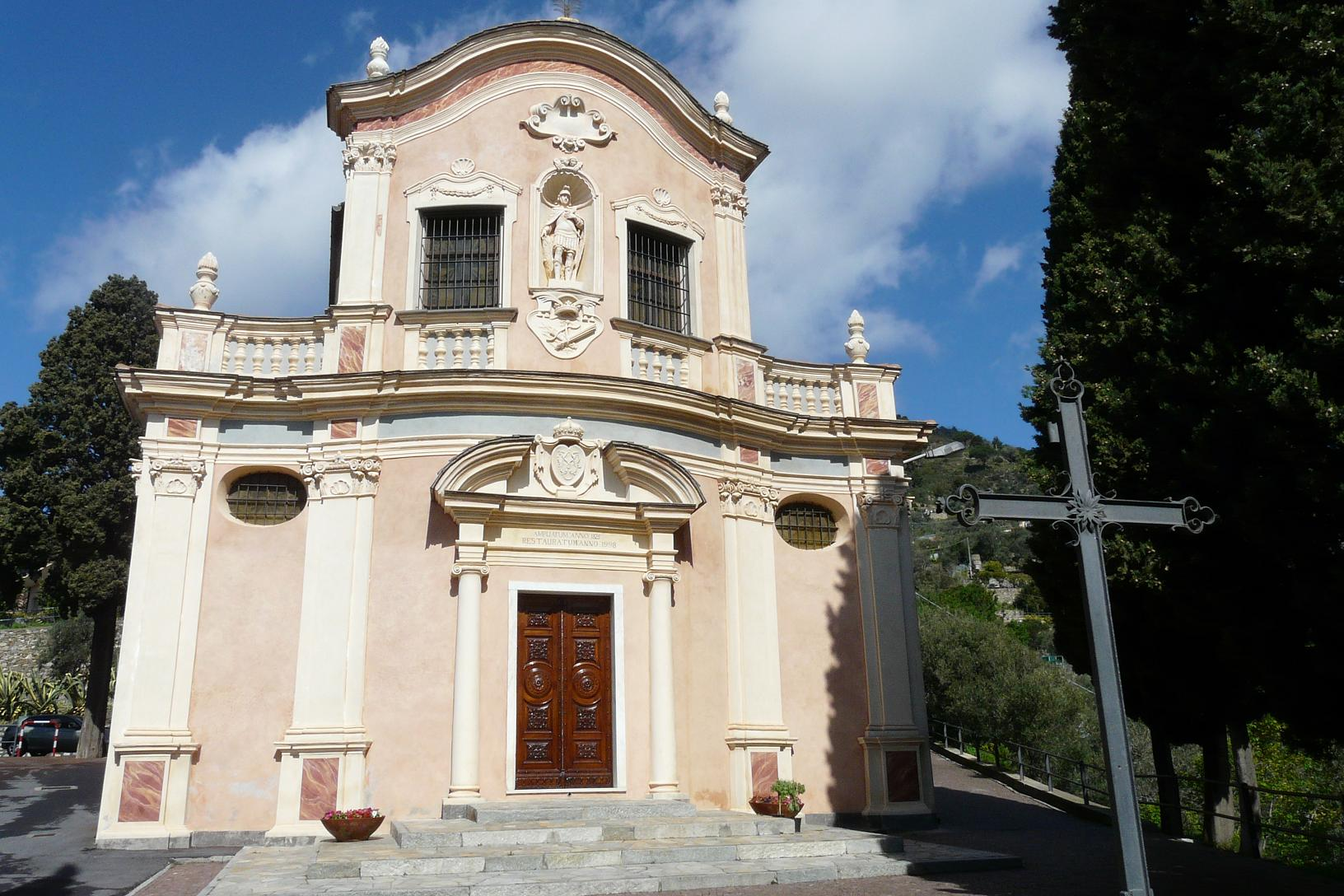
La chiesa di San Sebastiano.

La storia di Moglio è da attribuirsi da una leggenda popolare, dove gli abitanti dell'antico borgo di Lamiun (o Lamio, in alcune fonti è chiamata anche Lamio di Alerame, e in altre Lenio), situato in zona del monte Tirasso, a seguito di una forte epidemia di peste furono costretti a scappare in un posto migliore.
Il primo riferimento di Moglio è in una pergamena del 1232 dell'archivio dell'ospedale di Albenga.

### L'Ottocento e il novecento

#### Moglio comune autonomo
Dopo la caduta della Repubblica di Genova, e con l'arrivo dei francesi di Napoleone, si verificarono importanti mutamenti che rimossero le strutture feudali del medioevo, così si verificarono vari mutamenti degli ordinamenti politici e amministrativi.
Per questo Moglio poté diventare un comune autonomo, staccandosi da Alassio dopo secoli.
A seguito di elezioni, il 24 luglio 1798, furono incaricati di reggere la municipalità Giovan Battista Porcella, Francesco Bogliolo e Domenico Bogliolo. L'ultimo verbale riporta la data 21 maggio 1799.
Nella sua parlata Moglio ha conservato il dialetto alassino antico, restando immune dalle innovazioni genovesi negli ultimi secoli.

Bandiera della Società di Mutuo Soccorso.

#### La società di mutuo soccorso "La Fratellanza"
Nel 1885 venne fondata la Società di mutuo soccorso "La Fratellanza", una della più antiche di tutta la provincia di Savona, con il principale compito di portare aiuto, materiale e morale, verso i soci più bisognosi oltre all'assistenza sanitaria. Essa venne ufficializzata nel 1886.  La società costituì quindi una cooperativa di consumo nel 1901 e in seguito un fabbricato per la vendita dei prodotti alimentari. Nel tempo, i compiti della Società si sono modificati e attualmente si prefigge di mantenere le tradizioni, a tale scopo, nel 1993, è stato stampato un libro dal titolo Cara vecchia Moglio. Scritti e immagini di un antico borgo.

## Monumenti e luoghi d'interesse

### Architetture religiose
- Chiesa di San Sebastiano.

## Cultura

### Eventi
Tra la fine di luglio e i primi di agosto si tengono le sagre degli "gnocchi", ancora impastati a mano, e quella della "ventre di tonno", prodotto della pesca del Tonno.